# ميشيل ديكر
ميشيل ديكر (بالهولندية: Michelle Dekker)‏ هي متزلجة هولندية، ولدت في 18 مارس 1996 في زوترمير في هولندا.

## وصلات خارجية
- ميشيل ديكر على موقع الاتحاد الدولي للتزلج (ركوب لوح الثلج) (الإنجليزية)
- ميشيل ديكر على موقع اللجنة الأولمبية الدولية (الإنجليزية)
- ميشيل ديكر على موقع أوليمبيديا (الإنجليزية)
- ميشيل ديكر على موقع تيم أن.أل (الهولندية)